# Ligue de l'Enseignement (Belgique)
 (septembre 2014).
Si vous disposez d'ouvrages ou d'articles de référence ou si vous connaissez des sites web de qualité traitant du thème abordé ici, merci de compléter l'article en donnant les références utiles à sa vérifiabilité et en les liant à la section « Notes et références ».
La Ligue de l'Enseignement et de l'Éducation permanente a pour objet la défense et la promotion de l'enseignement public et de l'éducation laïque.

## Mission
Elle a pour vocation le développement des œuvres laïques d'éducation permanente dans tous les domaines créées en vue d'apporter aux jeunes et aux adultes le complément de formation, d'information et de culture nécessaire à leur participation à l'élaboration de la société contemporaine.
Trois grands axes permanents se profilent :
1. Le souci de propager et d’améliorer l’instruction et l’éducation du plus grand nombre ;
2. La volonté de promouvoir et d’assurer la primauté d’une école officielle, laïque et neutre ;
3. Le désir de ne pas limiter l’instruction au seul milieu scolaire et donc de développer des systèmes d’éducation permanente.

## Statuts
Les statuts de la Ligue furent adoptés le 16 février 1865 avec comme buts :
- La propagation et le perfectionnement de l’éducation et de l’instruction en Belgique.
- La révision des lois dans ce qu’elles ont de contraire à la liberté de conscience et à l’égalité des citoyens.
- L’étude des questions relatives à l’instruction et à l’éducation.
- L’amélioration de la position sociale des instituteurs.
- Le développement de l’instruction des filles.
- L’établissement de bibliothèques, de cours publics et d’écoles d’adultes.
- La rédaction et la diffusion de publications relatives à l’instruction et à l’éducation.

## Histoire
En 1842, l’État belge fit voter une loi organique de l’enseignement primaire qui plaçait l’enseignement de la religion catholique, de la morale et des autres branches sous la direction exclusive du clergé. C'est pour réagir à cette situation que le 26 décembre 1864 en l’hôtel du « Grand Miroir » à Bruxelles, Charles Buls, fit une communication intitulée Projet de création d’une association destinée à répandre et à améliorer l’instruction en Belgique. Il fut créé ainsi la Ligue de l’Enseignement par un groupe de libres-penseurs affiliés au cercle culturel La Libre Pensée. Ils étaient majoritairement issus de l’ULB et des loges maçonniques bruxelloises. La Ligue trouvait entre autres son inspiration dans une société hollandaise, la Maatschappij tot Nut van ’t Algemeen, de la fin XVIIIe siècle, à la base du développement important de l’enseignement primaire hollandais.
La Ligue qui comprit très vite jusqu’à 3 000 membres, fut dirigée à partir d’octobre 1866 par un Conseil général de 33 membres. L'exécution de son programme fut confiée à des cercles locaux et à des commissions chargées d’étudier les problèmes les plus importants. Son action se développa grâce au militantisme des cercles locaux qu’elle créa pour organiser l’éducation des adultes par des conférences, des cours publics et le financement de bibliothèques publiques. Sa préoccupation essentielle fut le développement de l’enseignement primaire. Les enseignants ne constituaient en 1865 toutefois que 15 % des adhérents.
Entre 1866 et 1879, l’essentiel de l’énergie de la Ligue fut consacré à l’élaboration d’un projet  de réforme de l’enseignement primaire pour modifier en profondeur la loi de 1842 pour laïciser l’école, promouvoir l’enseignement obligatoire et rénover le contenu et les méthodes de l’enseignement. En 1871, une proposition de loi ne passa pas le cap de la majorité catholique absolue au Parlement. Par ailleurs, des conservateurs du parti libéral rejetaient l’idée d’instruction obligatoire.
Le magistrat Pierre Tempels, membre du Conseil général publia en 1865 le livre L’instruction du peuple, dont il tira 36 propositions qui devinrent la charte de la Ligue de l'Enseignement en matière d'enseignement primaire. Outre la lecture, l’écriture, l’étude du système légal des poids et mesures, des éléments de calcul et de langue française, flamande ou allemande, le programme proposé comprenait les éléments des sciences naturelles, d’histoire et de géographie, le dessin, la musique et la gymnastique. Le 4 mai 1872, la Ligue fonda à Bruxelles une École Modèle où serait appliqué le projet Tempels.
Elle ouvrit ses portes en octobre 1875.
Cette école eut vite une réputation internationale. Lors du retour des libéraux au pouvoir en 1878, le ministre de l’Instruction publique, Pierre Van Humbeeck, membre du Conseil général de la Ligue, se basa sur le modèle de l’École Modèle pour réorganiser l’enseignement par la loi sur l’enseignement primaire (1879). Mais l’enseignement primaire n’était toujours ni gratuit ni obligatoire à cause de l’opposition des libéraux doctrinaires. En 1879, la Ligue mit fin à l’expérience de l’École modèle et elle optait finalement pour le soutien à l’école publique.